# Drosendorf-Zissersdorf
Drosendorf-Zissersdorf là một thị trấn ở huyện Horn trong bang Niederösterreich, ở nước Áo. Đô thị này có diện tích 53,45 km², dân số năm 2001 là 1309 người.